# فييلونيلا بارفولا
الفييلونيلا بارفولا هي بكتريا من جنس الفييلونيلا، وهي أحد أنواع البكتريا التي تعيش بشكلٍ طبيعي في الفم ولكن يمكن أن يرتبط وجودها بأمراضٍ مثل التهاب اللثة وتسوس الأسنان، بالإضافة إلي العديد من الإصابات الموضعية. كما تم عزلها من النساء المصابات بالتهاب المهبل البكتيري، ولقد ارتبط وجودها بارتفاع ضغط الدم عند تواجدها مع بكتريا العطيفة المستقيمة و بريفوتيلّا ميلانينوجينيكا.

## اقرأ أيضاً
- ماشيما، آي. ناكازاوا، ف. (أغسطس 2014). «تأثير أنواع فييلونيلا في الفم على الأغشية الحيوية التي تشكلها الأنواع العقدية».Anaerobe. 28: 54–61. doi:10.1016/j.anaerobe.2014.05.003. PMID 24862495.

## وصلات خارجية
- نوع سلالة فييلونيلا بارفولا في BacDive - قاعدة بيانات التنوع البكتيرية